# Ланцетник
Ланцетник (Branchiostoma) — типовий рід підтипу головохордових (Cephalochordata), єдиний рід своєї родини ланцетникових (Branchiostomidae). Разом з іншими ланцетникоподібними та покривниками входить до позатаксономічної групи безчерепних або примітивних хордових. Це важливий модельний організм для вивчення фізіології хребетних, тому що він дозволяє простежити еволюційну історію цих тварин.

## Загальна характеристика
Це маленькі рибоподібні морські тварини, дуже примітивної будови, хоча всі основні ознаки типу хордових виражені у них цілком виразно. Ланцетник має напівпрозоре рожеве, із слабким металевим блиском веретеновидне тіло, стисле по боках і загострене з обох кінців. Уздовж всієї спини йде низька подовжня шкірна складка — спинний плавець. Хвостовий кінець облямований високим хвостовим плавцем і має форму наконечника списа або ланцета. Звідси походить назва тварини. Уздовж нижнього краю хвоста йде підхвостовий плавець (неправильно званий зазвичай черевним), а уздовж бічних країв черева — права і ліва нижньобокові (метаплевральні) складки. На нижній стороні переднього кінця тіла є оточений щупальцями великий отвір передротової порожнини, біля початку підхвостового плавця — вивідний отвір біля зябрової порожнини, біля початку хвостового плавця — анальний отвір. Ланцетник вперше описаний 1774-го року відомим зоологом Палласом, що прийняв його за молюска і назвав його «ланцетоподібним слимаком» (Limax lanceolatum). Тільки після 60 років вивчення його будови з'ясували приналежність ланцетника до хордових тварин.

### Умови життя
Представники роду зазвичай мешкають в піску на дні дрібних водойм помірного поясу або тропічних морів. В Азії їх вживають в їжу люди та свійські тварини.
Ланцетники живуть зазвичай на дні, переважно в шарі великозернистого легкого і рихлого піску, що включає уламки скелетів корененіжок, голкошкірих тощо. На змулених ділянках піщаного дна ланцетники тримаються рідко, оскільки їм важко проникати в дрібний пісок, а в мулистому дні вони жити не можуть. Залежно від розмірів частинок піску і об'єму домішки мулу ланцетник поводиться по-різному. У крупний пісок, між частинками якого вільно циркулює вода, багата киснем і харчовими частинками, ланцетник заривається цілком; з суміші крупного і дрібного піску він висовує тільки передній кінець на поверхні; над поверхнею дрібного піску ланцетник висовується наполовину і зовсім не заривається в мул, в якому він не може ні дихати, ні харчуватися. Потривожений дотиком або раптовим освітленням, ланцетник перепливає на інше місце, миттєво знов зариваючись в пісок. Ланцетники зазвичай бояться світла, уникають яскравого освітлення і активніші в нічний час. Вони віддають перевагу температурі води від (12) 17 до 30° С.

## Будова ланцетника
Покриви: одношаровий епідерміс, кутис-дерма. Має келихоподібні залозисті клітини.

### Хорда
Ланцетники відрізняються від хребетних рядом особливостей. Хорда тягнеться від переднього до заднього кінця тіла тварини та зберігається протягом всього життя.

### М'язова система
Мускулатура у вигляді подовжніх м'язових стрічок, розділених поперечними перегородками на 50-80 м'язових сегментів (міомерів, або міотомів) і розташованих по одній стороні справа і зліва з боків тіла.

### Кровоносна система

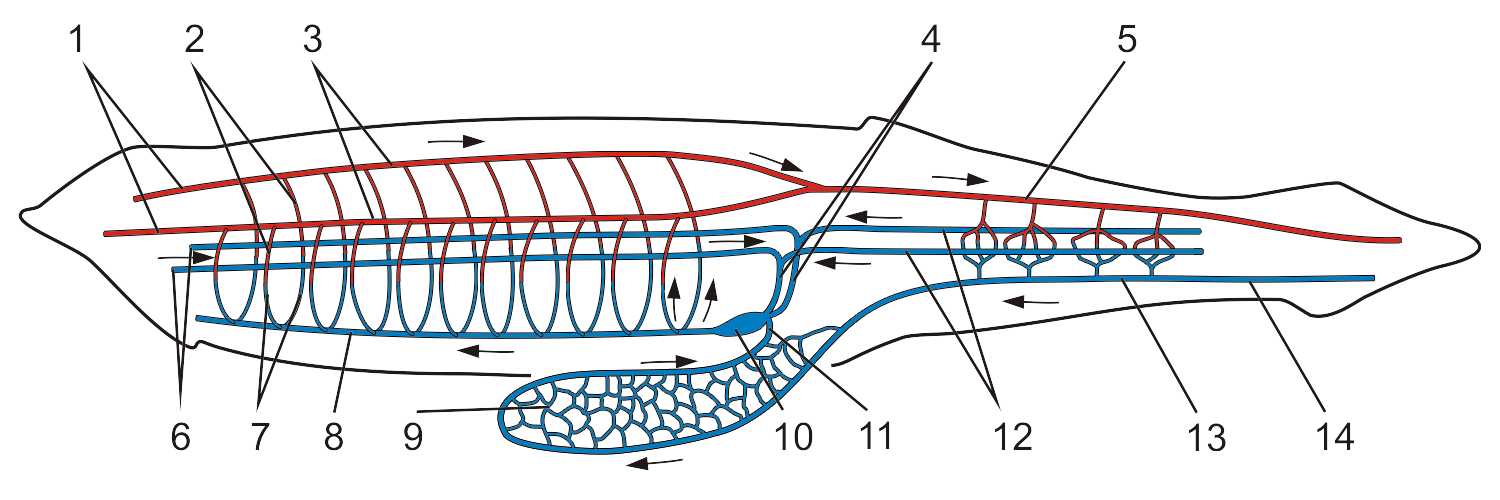
Кровоносна система ланцетника:
1. Сонні артерії.
2. Виносні зяброві артерії.
3. Корені спинної аорти.
4. Протоки Кюв'є.
5. Спинна аорта.
6. Передні кардинальні вени.
7. Приносні зяброві артерії.
8. Черевна аорта.
9. Ворітна система печікового виросту.
10. Венозний синус.
11. Печінкова вена.
12. Задні кардинальні вени.
13. Підкишечна вена.
14. Хвостова вена

М'язового серця немає, і його роль виконує пульсуюча черевна судина. Кровоносна система незамкнена. Під глоткою проходить велика судина — черевна аорта (aorta ventralis), по якій венозна кров тече до передньої частини тіла. Від неї відходять більше сотні (стільки, скільки зябрових перегородок) зябрових артерій. Плин крові відбувається завдяки пульсації черевної аорти й основи зябрових артерій. Зяброві артерії впадають у парні корені спинної аорти, від якої вперед відходять дві гілочки — сонні артерії. Вони забезпечують кров'ю передню частину тіла. В задній частині глотки корені аорти зливаються в спинну аорту (aorta dorsalis), яка проходить під хордою до кінця хвоста. Від неї відходять артерії, які забезпечують кров'ю всі частини тіла. Венозна кров тече через систему капілярів і від стінок кишківника збирається у непарну підкишкову вену, яка у печінковому вирості знову розпадається на капіляри і творить ворітну систему печінки. Капіляри зливаються в коротку печінкову вену (vena hepatica), яка впадає у венозний синус (sinus venosus). Від переднього і заднього кінця тіла кров збирається у парні передні і задні кардинальні вени (vena cardinales anterior et posterior). З кожного боку тіла вони зливаються в праву й ліву протоки Кюв'є, які впадають у венозний синус (розширення). Від венозного синуса починається черевна аорта.
Безчерепні мають лише одне коло кровообігу. Кров не містить дихальних пігментів. Розвинутий зябровий апарат досконало фільтрує поживні частки, однак його значення в газообміні не є визначальним. Тонкі шкірні покриви не перешкоджають дифузії газів, тому кров насичується киснем не лише в зябрових артеріях, а й у всіх інших судинах тіла. Через це концентрація кисню в артеріях і венах майже однакова. (Царик Й. В., Лєснік В. В., Яворський І. П.,
Горбань І. М., Сребродольська Є. Б.)

### Дихання
Дихання відбувається водночас з живленням. Коли вода з розчиненим киснем виходить через зяброві щілини вона омиває їхні стінки, відбувається газообмін. Газообмін у ланцетника може здійснюватися певною мірою і через покриви тіла.

### Система травлення та харчування
Передротовим отвором відкривається вхід в дихально-травну систему ланцетника. Він веде в передротову порожнину, в глибині якої знаходиться рот, оточений замикаючим його перетинковим клапаном — вітрилом. Ротовий отвір веде далі в об'ємисту глотку, стінки якої прободені численними (понад 100) зябровими щілинами, що йдуть не одразу назовні, а в особливу навкологлоткову порожнину (атріальну). Уздовж дна і уздовж верхньої стінки глотки проходять жолобки, вкриті вистилаючими війковими клітинами, (ендостиль і надзяберний жолобок), що з'єднуються навкологлотковим війковим кільцем в передній частині глотки. Цей пристрій дуже схожий з подібним у покривників (асцидій).
За характером живлення ланцетник є фільтратором — харчується мікроскопічними організмами, втягуючи їх через ротовий отвір із струмом води, що проганяється рухом вій через зяброві отвори в навколозяброву порожнину і звідти назовні через атріальний отвір. Ротові щупальця утворюють ґрати, що перешкоджають попаданню в порожнину глотки дуже крупних частинок. Дрібні харчові частинки, що проходять через цей заслін, осідають на покритих слизом віях жолобків, огортаються слизом, переміщуються в надзябровий жолобок і потрапляють до заднього кінця глотки і в кишківник. У кишківнику їжа перетравлюється, а поживні речовини всмоктуються.
Їжу ланцетника складають переважно діатомові водорості, а також десмідієві, дрібні корененіжки, інфузорії, радіолярії, яйця і личинки покривників, голкошкірих, рачків тощо.

### Виділення
Рідина з крові просочується в порожнину тіла, а звідси збирається у нефридії, далі по них у навколозяброву пору продукти виділення виводяться назовні. Посегментно розташовані численні статеві залози (гонади) і залози виділень.

### Нервова система

Нервова система

Головний мозок не диференційований, і навколо нього немає ніякого зародка черепної коробки. Центральна нервова система — це нервова трубка, розташована над хордою, її передній кінець повністю не доходить до кінця хорди (звідси походить і назва класу головохордові). За зовнішніми ознаками нервова трубка не розділена на головний і спинний мозок, однак за внутрішньою будовою і функціями такий поділ є. Передня частина нервової трубки впливає на всю рефлекторну діяльність тварини. Руйнування передньої частини трубки призводить до порушення координації рухів: вузька порожнина трубки — невроцель — утворює тут невелике розширення, яке вважають зачатком (або залишком) мозкового шлуночка. У личинок ця порожнина через невропор (отвір) з'єднана з ямкою Келікера, розташованою на поверхні тіла (орган нюху); пізніше невропор заростає. На дні розширення невроцеля є лійка, сформована з війчастих і секреторних клітин. Ймовірно, це рецептор руху або зачаток гіпофізарної системи. На початку трубки є пігментна пляма — непарне вічко, яке вважають залишком органа рівноваги. Від початку нервової трубки відходять дві пари головних нервів, завдяки яким відбувається іннервація передньої частини тіла.
Від нервової трубки в кожному сегменті тіла відходять по дві пари нервів: (правий і лівий спинні й черевні). Також у кожному сегменті є нервові клітини, які утворюють рефлекторні дуги, і нейрони, які зв'язують правий і лівий боки тіла тварини. Характерними є Роон-Боардівські клітини, які дендритами пов'язані з чутливими нервами від шкіри, а аксонами зрозміщеною вище Роон-Боардівською клітиною; вони забезпечують проходження імпульсів до переднього мозку.
У 6―11-му і 39―61-му сегментах нервової трубки ланцетника є велетенські нервові клітини Овсяннікова-Роде, завдяки яким існує міжсегментний ланцюговий зв'язок від голови до хвоста (зверху нервової трубки) і в зворотному напрямі (знизу нервової трубки).
Наявність рудиментів у головному відділі центральної нервової системи свідчить, що в предків головохордових вона була складнішою.
Органи чуття головохордових прості. Механічні (тактильні) подразнення сприймають нервові закінчення в поверхневому шарі шкіри. Там же розміщені інкапсульовані нервові клітини, які сприймають хімічні подразнення: вони вистеляють ямку Келлікера. У нервовій трубці в ділянці невроцеля розміщені очка Гессе, кожне з яких — це чутлива клітина, до якої прилягає вигнута пігментна клітина. Очка Гессе вловлюють сонячне проміння, яке проникає через шкіру тваринки. Вони працюють як фотореле, реєструють рівень занурення тіла у ґрунт.
Багато нервових клітин здатні виділяти речовини (нейросекрети), що беруть участь у передаванні нервового імпульсу. (Царик Й. В., Лєснік В. В., Яворський І. П., Горбань І. М., Сребродольська Є. Б.)

### Органи чуттів
Дуже слабо розвинені органи чуття: є тільки нюхова ямка на передньому кінці тіла (орган нюху), непарна світлочутлива пігментна пляма на передній стінці нервової трубки і ряд невеликих пігментних плям уздовж нервової трубки, в її нижній частині (замість очей), що відчувають дотикові клітини в шкірі і ротових щупальцях.

## Розмноження
Запліднення і розвиток зародка у воді (зовнішнє). Розвиток непрямий: яйце — рухлива личинка, яка вільно плаває 3 місяці, а згодом сідає на дно і перетворюється на дорослу тварину. Ланцетники розмножуються один раз протягом життя. Розмножуються ланцетники навесні, влітку або восени, на Чорному морі — з кінця травня до початку серпня. Одразу після заходу сонця самиці викидають зрілі дрібні ікринки діаметром 0,1 мм. Розвиток заплідненої ікри і личинок відбувається в товщі води. Личинки завдовжки 3,6-5,2 мм піднімаються вночі до поверхні, а вдень опускаються в придонні шари води. Період личинкового життя триває зазвичай близько трьох місяців. До кінця першого року життя ланцетник (східно-азійський вид) досягає в довжину 30 мм, на другому році — 40 мм, на третьому — 60 мм і на четвертому — 70 мм. Статевозрілості він досягає на другому або третьому році. Живуть ланцетники від одного до чотирьох років.

## Поширення
Ланцетники широко поширені в помірних і теплих водах: у Атлантичному океані від 67° північної широти біля берегів Європи (Норвегія) і 40° північної широти біля берегів Америки (Чесапікська затока) до Південної Африки і Аргентини (Ла-Плата); у Індійському океані; у Тихому океані від Японського моря, Східного Хоккайдо, Гавайських островів і Каліфорнії до Південної Австралії, Нової Зеландії і Чилі.

## Види
- Branchiostoma africae Hubbs 1927
- Branchiostoma arabiae Webb 1957
- Branchiostoma bazarutense Gilchrist 1923
- Branchiostoma belcheri Gray 1847
- Branchiostoma bennetti Boschung & Gunter 1966
- Branchiostoma bermudae Hubbs 1922
- Branchiostoma californiense Andrews 1893
- Branchiostoma capense Gilchrist 1902
- Branchiostoma caribaea Sundevall 1853
- Branchiostoma clonasea
- Branchiostoma elongata Sundevall 1852
- Branchiostoma floridae Hubbs 1922
- Branchiostoma gambiense Webb 1958
- Branchiostoma indica Willey 1901
- Branchiostoma japonica Willey 1896
- Branchiostoma lanceolatum Pallas 1774
- Branchiostoma leonense Webb 1956
- Branchiostoma longirostra Boschung 1983
- Branchiostoma malayana Webb 1956
- Branchiostoma moretonense Kelly 1966; nomen dubium[1][2]
- Branchiostoma nigeriense Webb 1955
- Branchiostoma platae Hubbs 1922
- Branchiostoma senegalense Webb 1955
- Branchiostoma tattersalli Hubbs 1922
- Branchiostoma virginiae Hubbs 1922